# Beta-apo-8'-karotenal

strukturformel

Beta-apo-8'-karotenal eller apokarotenal är en karotenoid som finns i spenat och citrusfrukt. I likhet med andra karotenoider är apokarotenal en prekursor till vitamin A, trots att den har 50 % mindre provitamin A-aktivitet än betakaroten.
Apokarotenal har orange till orangeröd färg och används i livsmedel, läkemedel och kosmetiska produkter. Den är fettlöslig och används i fettbaserade livsmedel (margarin, såser, salladsdressing), drycker, mejeriprodukter och godis. Dess E-nummer är E160e.